# World Indigenous Television Broadcasters Network
World Indigenous Television Broadcasters Network, WITBN, är en sammanslutning av massmedieföretag från tio länder. Medlemsföretagen är radio- och TV-bolag, merparten statligt ägda public service-bolag. Syftet är att bevaka, tillvarata och sprida kunskap om ursprungsbefolkningar och dess kultur.
År 2013 producerade organisationen en musiktävling med bidrag från varje medlemsbolags upptagningsområde. Projektet, som gick under namnet Songline, ledde till en TV-show som produceras i Kanada. Programmet hade en möjlig tittarbas om ca 1,5 miljoner tittare. Artisturvalet baserades på urval av musikstil och geografisk spridning. Från Sameland deltog fem artister, däribland Elin Kåven, Marja Helena Fjellheim Mortensen, Ailu Valle, Inga Mareet Juuso och Ivvàr.

## Medlemsföretag
- Australien: National Indigenous Television
- Irland: TG4
- Japan: NHK
- Kanada: Aboriginal Peoples Television Network
- Kina: China Central Television
- Nya Zeeland: Māori Television
- Nya Zeeland: Te Reo
- Norge: NRK Sámi Radio
- Storbritannien: BBC Alba
- Storbritannien: S4C
- Sverige: SR Sápmi
- Sverige: SVT Sápmi
- Sydafrika: South African Broadcasting Corporation
- Thailand: TITV
- Taiwan: Taiwan Public Television Service Foundation